# Dodona angela
Dodona angela är en fjärilsart som beskrevs av Grose-smith 1901. Dodona angela ingår i släktet Dodona och familjen Riodinidae. Inga underarter finns listade i Catalogue of Life.